# Myrica rivas-martinezii
Myrica rivas-martinezii là một loài thực vật thuộc họ Myricaceae. Đây là loài đặc hữu của Tây Ban Nha. Chúng hiện đang bị đe dọa vì mất môi trường sống.